# Rikke Hvilshøj
Rikke Hvilshøj (født 5. maj 1970 i Aarhus) er cand.polit., tidligere integrationsminister og tidligere medlem af Folketinget for Venstre, valgt i Vestre Storkreds fra 11. marts 1998 og i Københavns Storkreds fra 13. november 2007 til 2008.
Hun er datter af cand.oecon. Søren Hvilshøj og chefsekretær Britta Bang, og er student fra N. Zahles Skole 1989. I 1997 blev hun cand.polit. fra Københavns Universitet.
Rikke Hvilshøj startede i august 2022 som public affairs director for Public affairs-bureauet Grace PA, hvor hun også sidder i bestyrelsen.

## Tillidshverv
- 1990-92 – Formand for VU-Frederiksberg.
- 1992-94 – Formand for VU-Storkøbenhavn.
- 1994-2002 – Medlem af Frederiksberg Kommunalbestyrelse.
  - 1998-2001 – 1. viceborgmester.
  - 1998-2001 – Rådmand.
  - 1998-2002 – Formand for Kommunikationsudvalget.
- 1998-2002 – Medlem af Frederiksberg Erhvervsråd.

## Parlamentarisk karriere
- 1998-2005 – Medlem af Venstres gruppebestyrelse
  - 2001-2005 – Næstformand i samme.
- 1998-2001 – Venstres ordfører for boligpolitik og ligestilling.
- 2001-2004 – Erhvervspolitisk ordfører.
- Fra 2001 – Medlem af Venstres Hovedbestyrelse
- 2003-04 – Formand for Folketingets Erhvervsudvalg.
- 2004-05 – Finanspolitisk ordfører.
- 18. februar 2005 – 23. november 2007: Integrationsminister.

Venstres kandidat i Slotskredsen fra 1996.

## Netværk
- Medstifter af den liberale kaffeklub Expresso.
- Medinitiativtager til netværket Mod-attac.

Medlem af VL-gruppe 20.

## Brandattentat
Den 8. juni 2005 blev Rikke Hvilshøjs hjem sat i brand som del af et politisk attentat, se Brandattentatet mod Rikke Hvilshøj. Hun og familien kom dog ikke noget til.